# Onychium nitidula
Onychium nitidula là một loài dương xỉ trong họ Pteridaceae. Loài này được Bak. mô tả khoa học đầu tiên.
Danh pháp khoa học của loài này chưa được làm sáng tỏ. 